# Volkswagen Gol
Volkswagen Gol — небольшой автомобиль, разработанный в Бразилии и выпускающийся концерном Volkswagen с 1980 по конец 2022 года. Был самым продаваемым автомобилем в Бразилии непрерывно, начиная с 1987-го по 2022-й, а также в Аргентине в 1998–2009 гг. и в 2011 году. Третье поколение Gol продавалось в России под названием Volkswagen Pointer с 2004 года, но через некоторое время продажи были прекращены.
Пятое поколение Gol (G5) (2008 – 2022) выпускалось на платформе Volkswagen PQ24, одинаковой с Fox и Polo, с использованием отдельных компонентов от более новой платформы PQ25. Производился в версиях пятидверный хетчбэк, четырёхдверный седан и двухдверное купе.

## Volkswagen Pointer в России

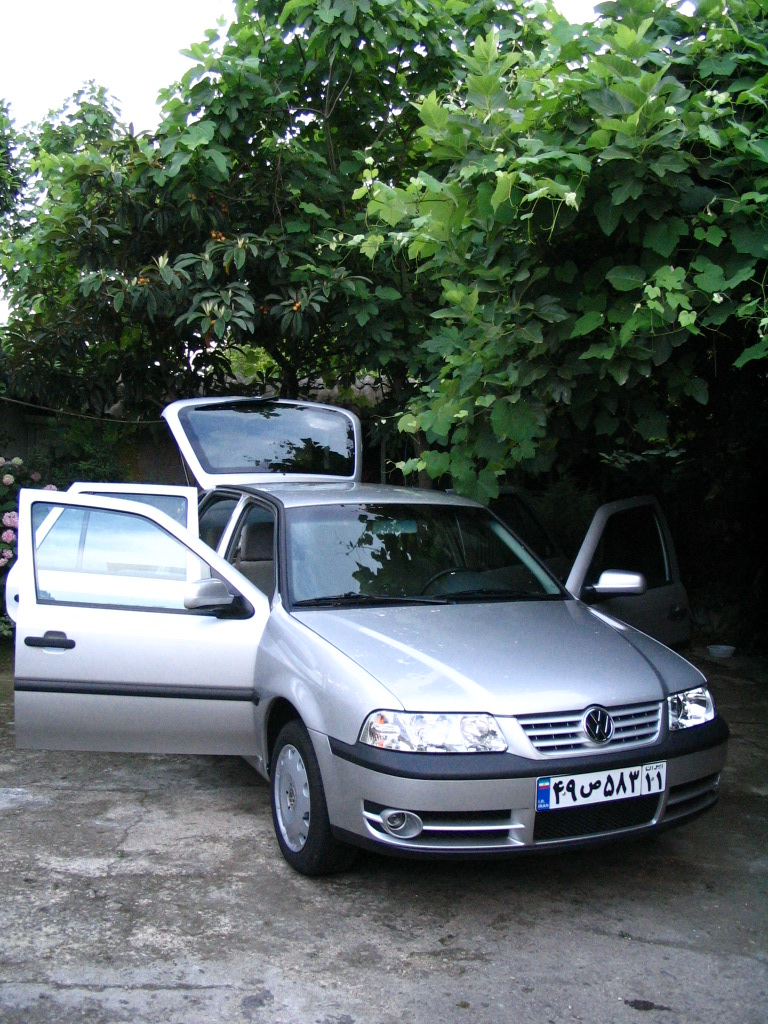
Volkswagen Gol G3, представленный в России как Pointer.

На Московском автосалоне 2003 года был представлен бразильский хетчбэк Volkswagen Gol, в октябре 2004 года модель вышла на российский рынок под именем Volkswagen Pointer. Автомобиль оснащался бензиновыми моторами объемом 1,0 литра (67 л. с.) и 1,8 литра (100 л. с.) в сочетании с пятиступенчатой механической коробкой передач, покупателям предлагались трехдверные и пятидверные версии модели. 
Машина была представлена в трех комплектациях: Basis (от $9 499), Safety ($10 517) и Safety Plus ($11 223).
Safety отличалась не только кузовом (базовая версия - 3-дверный хетчбэк, а в более дорогих комплектациях - 5-дверный) и некоторыми деталями интерьера, но и наличием гидроусилителя рулевого управления, передних подушек безопасности водителя и пассажира и аудиоподготовкой.
Кроме всего перечисленного, комплектация Safety Plus имела кондиционер.
Продажи автомобиля в России завершились летом 2006 года.